# Bellefonte (Arkansas)
Bellefonte è una città statunitense situato nello Stato dell'Arkansas, nella Contea di Boone.

## Geografia fisica
Bellefonte si trova alle coordinate 36°12′00″N 93°02′49″W.